# Биккер, Вендела
Вендела Биккер (нидерл. Wendela Bicker; 30 декабря 1635, Амстердам, Республика Соединённых провинций — 1 июля 1668, Гаага) — нидерландская аристократка времён «нидерландского золотого века». Супруга государственного деятеля и великого пенсионария Яна де Витта.

## Биография
Вендела Биккер родилась в Амстердаме. Она была дочерью Яна Биккера и Агнеты де Графф ван Полсбрук, приходилась сестрой Якобе Биккер, вышедшей замуж за их кузена Питера де Граффа. В возрасте 19 лет её выдали замуж за великого пенсионария Яна де Витта. В этом браке выжили только четверо детей:
- Анна де Витт (1655 — 1725), вышла замуж за Германа Хонерта;
- Агнес де Витт (1658 — 1688), вышла замуж за Симона Терестейна ван Халевейна;
- Мария де Витт (1660 — 1689), вышла замуж за Виллема Хофта, будущего бургомистра Дельфта;
- Йоханн де Витт младший[нидерл.] (1662 — 1701), господин северного и южного Линсхотена, Снельреварда и Ийсельвере, женился на кузине Вильгельмине де Витт, дочери Корнелиса де Витта и Марии ван Беркель.

Вендела Биккер умерла после четырёх дней агонии 1 июля 1668 года в Гааге. Она была похоронена в фамильном склепе в Новой церкви в Амстердаме. После убийства Яна де Витта во время Года бедствий — 1672 года их четверо детей были взяты под опеку её кузеном, Питером де Граффом.